# Achterland (boek)
Achterland is een fotoboek gemaakt door fotograaf Hans van der Meer.
Hans van der Meer ging voor NRC Handelsblad op reis door Nederland. Een gedeelte van de serie die in het boek staat afgedrukt verscheen in de zomer van 2004 in NRC Handelsblad.
Het boek bevat 36 foto's en fotocollages met een begeleidend schrijven omtrent het onderwerp Nederland. Terugkerende thema's zijn onder andere de Nederlandse architectuur, beheerszucht en knulligheid.
De opzet is dat er op 1 pagina een tekst staat en op de daaropvolgende pagina een foto. Bij 5 onderwerpen is hiervan afgeweken en is gekozen voor een fotocollage bestaande uit 4 foto's om te benadrukken hoe klein de verschillen zijn.